# Pankow (italienische Band)
Pankow, in der Frühzeit auch in kyrillischen Buchstaben ПАНКОВ geschrieben, ist eine italienische Band.

## Bandgeschichte
Die Band wurde 1982 in Florenz gegründet. Die Gründungsbesetzung hielt nur einige Jahre. Später bestand die Band aus den festen Mitgliedern Maurizio Fasolo, Alex Spalck und Paolo Favati. Nach zunehmendem Bekanntheitsgrad in Europa wurde die Formation auch durch ausgedehnte Touren in den USA berühmt – hauptsächlich durch die wütenden, skurrilen Texte (auch in deutscher Sprache) und die tanzbaren Rhythmen. 1996 wurde ein Album mit komplett italienischen Texten veröffentlicht, welches bis dahin Pankows brachialste elektronische Klänge und Beats beinhaltete. Sänger auf dieser CD war allerdings Gianluca Becuzzi, der auch nur für diese eine Aufnahme als Sänger zur Band gehörte. Mit ihm zusammen fand auch die letzte Europa-Tournee der Band statt.
Nach dieser umstrittenen, schlicht "PANKOW" betitelten CD wurden die Aktivitäten für rund fünf Jahre eingestellt. Viele Fans bedauerten das Fehlen der typischen Spalckschen Texte. Die nachfolgenden Platten besang wiederum Alex Spalck, den die Band extra für die Aufnahmen in dessen neuer Heimat Australien aufsuchte. Die aktuellen Bandmitglieder sind Maurizio Fasolo (FM), Enzo Regi, Massimo Michelotti, Paolo Favati und Alex Spalck.
Das aktuelle Album "Great Minds Against Themselves Conspire" erschien 2007 und enthielt auch einen Song in einem folkigen Sinti-Stil (Flash Me With Your Rage). Zu den Bands, die von Pankow beeinflusst wurden, zählen auch Sandow und Sabotage Qu'Est-Ce Que C'Est?.

## Stil
Der Stil ist sehr eigen und ein wenig von Kraftwerk beeinflusst. Im Rhythmus unterschiedlich schnelle, elektronische Strukturen vermischen sich mit englisch/deutschen Texten. Geringfügige Ähnlichkeiten des Sounds gibt es auch zu Einstürzende Neubauten.

## Diskografie

### Alben
- 1983: Throw Out Rite
- 1987: Freiheit Für Die Sklaven
- 1989: Gisela
- 1990: Omne Animal Triste Post Coitum
- 1991: Svobody!
- 1992: Treue Hunde
- 1996: Pankow
- 1997: Wodka, Erdbeeren Und Weitere Katastrophen
- 2002: Life Is Offensive And Refuses To Apologize
- 2007: Great Minds Against Themselves Conspire
- 2013: And Shun the Cure They Most Desire
- 2021: Never Trust A White Man
- 2022: Der Doctor Schnabel Von Rom
- 2023: Franz Schubert's Winterreise

### Singles
- 1984: Gods Deneuve (12")
- 1987: Gimme More (Much More; 7")
- 1988: Kunst Und Wahnsinn (12")
- 1988: Play The Hits Of The Nineties (12")
- 1988: Sickness Takin’ Over (12")
- 1988: Texas And Paraguay (7")
- 1988: Touch (12")
- 1989: Me And My Ding Dong (12")
- 1998: Wet (7")
- 1990: Remember Me (12")
- 1990: Show You Their Dongs (12")
- 1991: Walpurgisnacht (12")
- 1992: My Baby Can... (12")
- 1992: Stupidity (12")
- 1997: Brenne Europa Brenne (12")
- 2004: Fuckart (EP)
- 2004: I Never Thought Of The Consequences
- 2012: Hogre
- 2017: Times
- 2017: Blockupy - Welcome To Hell